# Eckhard Meinberg
Eckhard Meinberg (* 27. Oktober 1944 in Holzhausen; † 12. Oktober 2023) war ein deutscher Sportpädagoge und Hochschullehrer.

## Leben
Meinberg bestand 1964 in Detmold sein Abitur, anschließend studierte er an der Universität zu Köln bis 1971 Philosophie, Erziehungswissenschaften und Sozialwissenschaften. 1973 wurde an der Uni Köln seine Doktorarbeit zum Thema „Hegel in der Paedagogik des 19. Jahrhunderts : Studien zu seiner Wirkungsgeschichte“ angenommen. Zwischen 1972 und 1978 war Meinberg am Institut für Pädagogik und Philosophie erst als wissenschaftlicher Angestellter, dann als wissenschaftlicher Assistent tätig. Seine Habilitation legte er 1977 ebenfalls an der Uni Köln vor, der Titel seiner Schrift lautete „Erziehungswissenschaft und Sportpädagogik: Analysen zum Theorieverständnis von Erziehungswissenschaft und Sportpädagogik“.
Im Jahr 1978 hatte Meinberg an der Ruhr-Universität Bochum eine Professorenstelle inne, 1979 trat er an der Deutschen Sporthochschule Köln eine Professur am Institut für Pädagogik und Philosophie an und übernahm die Institutsleitung. Er blieb bis zum Beginn seines Ruhestands im Jahr 2010 an der Sporthochschule. Von 1987 bis 1999 hatte er dort das Amt des Prorektors für Forschung und wissenschaftlichen Nachwuchs inne. Ab 1988 saß er dem Habilitationsausschuss vor und war ab 1992 Vorsitzender der Ethikkommission.
Zu Meinbergs Forschungsschwerpunkten gehörten die Themenbereiche Pädagogische Anthropologie, Erziehungs- und Bildungsphilosophie, Sportpädagogik und angewandte Ethiken. Im 2008 erschienenen Buch „Doping oder Sport“ setzte er sich aus ethischer Warte mit dem Einsatz unerlaubter Mittel und Praktiken im Sport auseinander, zum selben Thema veröffentlichte er 2000 den Aufsatz „Topfit = Dopfit? Zur ethischen Situation des Dopingsports“.
Für seine Verdienste um die Partnerschaft zwischen der Deutschen Sporthochschule Köln und der Universidade do Porto wurde Meinberg 2006 von der Portoer Universität die Ehrendoktorwürde verliehen. Meinberg zählte gemeinsam mit Ommo Grupe, Dietrich Kurz und Karlheinz Scherler zu einer Generation von Wissenschaftlern, die eine Neuausrichtung der Sportpädagogik in Deutschland entscheidend gestalteten.